# Perizoma pudens
Perizoma pudens är en fjärilsart som beskrevs av William Schaus 1912. Perizoma pudens ingår i släktet Perizoma och familjen mätare. Inga underarter finns listade i Catalogue of Life.